# 嚴挺之
嚴挺之（673年—742年），名浚，字挺之，以字行，華陰（今陝西省華陰市）人。曾任考功員外郎，官至太子詹事。

## 經歷
少好學，舉進士。神龍元年，制舉擢第，調為義興尉。遇常州刺史姚崇，引為右拾遺。
先天二年，進諫唐玄宗。
一日，被御史臺彈劾，左遷萬州員外參軍。
開元二十三年（735年）制加皇子榮王已下官爵。
開元年間，任考功員外郎，官至太子詹事。因得罪宰相李林甫、李元纮，被排擠，日後官運不佳。歷任太原少尹、濮州、汴州刺史。
曾與張九齡等十三人各作告身進呈，唐玄宗大悦。
天寶元年，唐玄宗嘗對李林甫說：「嚴挺之何在？此人亦堪進用。」李林甫乃召其弟損之至門敘故，說「當授子員外郎」，因謂之曰：「聖人視賢兄極深，要須作一計，入城對見，當有大用。」令損之取絳郡一狀，云：「有少風氣，請入京就醫。」李林甫將狀奏說：「挺之年高，近患風，且須授閑官就醫。」唐玄宗嘆息很久，李林甫奏授員外詹事，便令東京養疾。
嚴挺之信奉佛教，事僧惠義。到了東都洛陽時，鬱鬱不得志而發生疾病。自己寫了遺囑與自己的墓誌銘：「天寶元年，嚴挺之自絳郡太守抗疏陳乞，天恩允請，許養疾歸閑，兼授太子詹事。前後歷任二十五官，每承聖恩，嘗忝獎擢，不盡驅策，駑蹇何階，仰答鴻造？春秋七十，無所展用，為人士所悲。其年九月，寢疾，終於洛陽某裏之私第。十一月，葬於大照和尚塔次西原，禮也。盡忠事君，叨載國史，勉拙從仕，或布人謠。陵谷可以自紀，文章焉用為飾。遺文薄葬，斂以時服。」。
嚴挺之與裴寬皆信奉佛教。開元末年，僧人惠義圓寂，挺之服缞麻送於龕所。裴寬為河南尹，僧普寂卒，寬與妻子皆服缞绖，設次哭臨，妻子送喪至嵩山。故嚴挺之的誌文說「葬於大照塔側」，祈其靈祐也。。
嚴挺之素重交結朋友，凡是舊交先過世的朋友，厚撫其妻子，凡嫁孤女數十人，時人重之。。

## 評價
史臣曰：挺之才略器識，不下諸公，恥近權門，為人所惡，不登臺輔，養疾宮僚。雖富貴在天，窮達有命，彼林甫者，誠可投畀豺虎也。贊曰：開元之代，多士盈庭。日用無守，嘉貞近名。嵩、齡、適、挺，各有度程。大位俱極，半慚德馨。

## 家庭
有子嚴武，廣德中黃門侍郎、成都尹、劍南節度使。工書法，著有《韋述集賢注記》、《舊唐書本傳》、《書林紀事》。

## 延伸阅读
[在维基数据编辑]
 在维基文库阅读此作者作品
 《舊唐書·卷99》，出自刘昫《舊唐書》
 《新唐書·卷129》，出自《新唐書》